# クイーンズ・パークFC
クイーンズ・パーク・フットボールクラブ（Queen's Park Football Club）は、スコットランド・グラスゴーに本拠を置くサッカークラブである。2019年11月にプロ化されるまでは、「Ludere Causa Ludendi」（ラテン語「プレーをするためにプレーをする」）のモットーを掲げ、スコティッシュ・プロフェッショナル・フットボールリーグに所属する唯一の完全なアマチュアクラブであった。
1867年に創設されたスコットランド最古のサッカークラブであり、イングランドおよびウェールズ域外のクラブとしても最古の歴史を持つ。また、クイーンズ・パークはスコットランドのクラブとして唯一FAカップ決勝に進出したクラブでもある。
ホームグラウンドはスコットランド代表チームもホームとして使用するハムデン・パーク。グラスゴー南東部に位置するこのスタジアムは、UEFAからカテゴリー4の評価を受けている。クイーンズ・パークはここで1893年までに10のタイトルを獲得しており、これはレンジャーズ、セルティックに次ぐ記録である。

## 歴史
1867年7月9日に創立。黎明期のスコットランドサッカーにおいてあらゆる主導的な役割を持ち受け、1872年にイングランド代表と対戦したスコットランド代表は11人全員がクイーンズ・パークの選手で構成されていた。この時のクイーンズ・パークのユニフォーム色がダークブルーであったため、今日までスコットランド代表のユニフォームにはこの色が受け継がれている。1873年にはクイーンズ・パークの主導で他の8クラブと共にスコットランドサッカー協会が設立され、スコティッシュカップの初代王者となった。なお、1870年よりイングランドのFAに加盟していたため、1885年までFAカップにも参加し、1884年、1885年には決勝に進出している。
革新的なパスを繋ぐスタイルで圧倒的な強さを誇ったクイーンズ・パークだったが、プロ化を選択しなかったクラブは20世紀に入ると急速に影響力を無くし、1958年の降格以来トップリーグでクイーンズ・パークの名前を見ることは無くなった。

## ライバル
同じくグラスゴーを本拠とするセルティックやレンジャーズをライバルとする見方も出来るが、プロ化を否定したクイーンズ・パークとは長らく同ディヴィジョンで対戦することは無く、同じく下位ディヴィジョンで顔を合わせるパーティック・シッスルやクライド、アルビオン・ローヴァーズといったクラブが目下のライバルである。しかしレンジャーズの破産による4部降格により、2012-13シーズンに「オリジナル・グラスゴー・ダービー」が実現した。両者の初対戦は1879年3月のことで、セルティックとレンジャーズによるオールドファームが始まる9年前まで遡る。

## 獲得タイトル
- スコティッシュカップ : 10回
  - 1873-74, 1874-75, 1875-76, 1879-80, 1880-81, 1881-82, 1883-84, 1885-86, 1889-90, 1892-93
- スコティッシュ・フットボールリーグ 2部 : 2回
  - 1922-23, 1955-56
- スコティッシュ・フットボールリーグ 3部 : 1回
  - 1980-81
- スコティッシュ・フットボールリーグ 4部 : 1回
  - 1999-2000

## 歴代所属選手
- アレックス・ファーガソン（1957-1960）
- アラン・アーヴァイン（1977-1981）
- アンドリュー・ロバートソン（2012-2013）